# Aaltina Evenhuis-Meppelink
Aaltina Zwaantina Evenhuis-Meppelink (Dalerveen, 8 juni 1944) is een Nederlands voormalig burgemeester van de VVD.
Van 1991 tot 1998 was ze burgemeester van Rolde en van 1998 tot 2005 was ze burgemeester van Wisch. Beide gemeenten zijn opgeheven. Sindsdien is ze tweemaal waarnemend burgemeester geworden, eerst in de gemeente Berkelland en vanaf oktober 2005 in Vlist tot de opheffing in 2015.
Tot zijn dood op 13 januari 2011 was ze gehuwd met Albert-Jan Evenhuis (staatssecretaris in het Tweede Kabinet-Lubbers). Ze heeft twee kinderen.